# William Marshal, 1. Baron Marshal
William Marshal, 1. Baron Marshal (* um 1277; † 23. oder 24. Juni 1314 bei Bannockburn) war ein englischer Adliger und erblicher Marshal of Ireland.

## Leben
William entstammte einer Nebenlinie der Familie Marshal. Er war ein Sohn von John Marshal und von dessen Frau Hawise. Sein Vater starb bereits 1282. Für 2500 Mark erwarb John de Bohun, ein jüngerer Sohn von Humphrey de Bohun, 2. Earl of Hereford von König Eduard I. die Vormundschaft für den minderjährigen William sowie das Recht zur Verwaltung seiner Güter. Im Februar 1308 durfte William bei der Prozession anlässlich der Krönung von Eduard II. die goldenen Sporen des Königs tragen, doch sein Versuch, als Angehöriger der Familie Marshal das Amt des Marshal of England gegen Nicholas Segrave zu beanspruchen, blieb erfolglos. Am 8. Dezember 1309 wurde er als Baron Marshal in das Parlament berufen. 1314 nahm er am Feldzug von König Eduard II. gegen Schottland teil, dabei fiel er in der Schlacht von Bannockburn.
William Marshal hatte Christian Fitzwalter, eine Tochter von Robert Fitzwalter, 1. Baron Fitzwalter und von dessen Frau Devorguilla de Burgh geheiratet. Mit ihr hatte er mindestens drei Kinder, darunter:
- John Marshal, 2. Baron Marshal (1292–1316)
- Hawise Marshal († vor 1327) ⚭ Robert de Morley, 2. Baron Morley

Nach dem kinderlosen Tod seines Sohns John wurde seine Tochter Hawise seine Erbin, die auch den Anspruch auf den Titel Baron Marshal an ihre Kinder aus ihrer Ehe mit Robert de Morley weitervererbte.